# メイド姉
『メイド姉』（メイドあね）は、まぐろ帝國による成人向け漫画および、それを原作とする成人向けアダルトアニメ作品。漫画は全3話、成人向けOVA版は全2話（2巻）。

## 概要
成人向けジャンルで活動する漫画家・まぐろ帝國が、雑誌『コミックTENMA』（茜新社）で連載した『姉 帰る』を原作に、全2話構成のアダルトアニメが制作された。数年ぶりに帰省した隣家の美しいお姉さんと、主人公の少年の性交を、年上女性への淡い初恋と失恋を絡めて描くおねショタもの。原作漫画は、まぐろ帝國の短編集『メイド姉』（TENMAコミックス）のタイトルで2010年に単行本化。アダルトアニメ版は2011年8月に第1話、11月に第2話が、そして2015年7月に2話分を再編集した『メイド姉 ザ・ベスト』が発売された。
原作では憧れのお姉さん・秋江との性交が、気絶している間の勇太の夢として描かれる。一方のアダルトアニメ版は、勇太の夢の中の出来事か、あるいは本当に起きたことなのかを視聴者に委ねるよう、現実と夢の境界線を意図的に曖昧に演出している。
アニメ版の大筋は原作通りの展開だが、勇太の年齢を小学生から高校生に引き上げる変更のほか、秋江が小学生時代の勇太にマスターベーションを見せつける回想場面が盛り込まれた。また、原作では１コマで終わる秋江のアナルセックスを、2人の別離前の思い出として尺を割いて描いている。

## あらすじ

### OVA『メイド姉 一日目』
村祭りの準備を終えた勇太が帰宅すると、東京でメイドの仕事をしている隣人の雪村秋江が、帰省の挨拶に来ていた。子どもの頃から慕っていた年上の彼女の太ももを見た勇太はその夜、小学生時代の出来事を回想する。ある夏休みの日、勇太の視線に性の目覚めを感じた秋江は、「お医者さんごっこする？」と山のお社（やしろ）に誘った上で全裸になった。開脚して“おちんちんの入る穴”を教えながら、勇太の目前で自慰を始めたのだ。興奮した秋江の股間からは、白い体液が糸を引いて滴っていた。あの日から勇太はずっと、秋江を女性として意識していたのだった。
翌日、勇太は偶然、隣家の室内で自慰行為に没頭する秋江を見てしまった。自宅で風呂に入っても勃起が治まらない勇太だが、その浴室に秋江が入ってくる。秋江が口で奉仕を始めると、あまりの気持ち良さに耐えきれず、勇太は彼女の口内で射精してしまう。口から溢れるほど大量の精液を、喉を鳴らして飲む秋江は、性器に挿入したがっている勇太を察して尻を突き出す。秋江の女性器の感触を初めて味わう勇太は、短時間のうちに童貞喪失と中出しを同時に体験。それでも興奮が静まらず抽挿を続け、再び彼女の中に射精する。恍惚の秋江は女性器を指で開き、膣口から逆流してくる精液を見せつけて、「これで妊娠したら、勇くんは本物のご主人様だね」と優しく微笑んだ。風鈴の音で勇太が目を覚ますと、秋江の膝枕を受けて自宅の縁側で寝ている。あれは湯あたりで気を失った時に見た夢なのだろうか？

### OVA『メイド姉 二日目』
村の夏祭りの日。御柱の大木を運ぶ勇太は、恋人らしき男性と親し気に手を繋ぐ秋江を見つけ、気を取られて転倒。自宅で秋江の介抱を受けていた勇太は、恋心を裏切られた怒りから、メイド服を引き裂き乱暴に扱う。荒々しい行ないに戸惑う秋江だったが、優しい言葉で彼を受け止め、勇太の陰茎に手を添えて膣内に導いた。想いをぶつけるように何度も秋江を抱く勇太は、まだ未経験という彼女の肛門に挿入。初めての肛姦に恥じらいつつ悶える秋江は、絶頂感が迫っていることを告げ、勇太に「来て」と正常位で尻の中に出すことを促す。凄まじい絶叫をあげてオーガズムに達する秋江は、今まさに直腸内に熱い精液を注いでいる勇太にしがみつく。我に返った勇太が、これは夢なんだろう？ と問うと、秋江はただ、ごめんねと小さく答えた。
目覚めると勇太は布団で寝ており、祭りの会場で頭を打って5日間も眠っていたという。秋江はずっと枕元で謝りながら泣いていたと母から聞かされ、夢でも見ていたのかと思う勇太は、痛みを感じる左肩をふと見た。秋江が尻に射精されている最中、興奮して爪をたてた傷痕が、はっきりと肩に残っていたのだ。秋江の気持ちを考えず、勝手に恋心を募らせていた自分を恥じる勇太は、今はもう遠い秋姉に心の中で詫びるのだった。村に秋が訪れる頃、メイド服の少女・立花理絵が東京から引っ越してきた。村の案内をしながら田舎道を歩く勇太に、理絵は下の名前で呼んでも良いと言い、2人はどこか楽し気だった。

## 登場人物
雪村秋江（ゆきむら あきえ）
声 - 田中よし子
本作のヒロイン。故郷を離れて東京でメイドの仕事をしている黒い髪の美女。年下の勇太からは「秋姉（あきねぇ）」と呼ばれている。巨乳でスタイルが良く、明るく優しい性格。数年ぶりに田舎の実家に帰省し、メイド服を着たまま勇太の家に挨拶に訪れた。本編中では時々勇太を「ご主人様」と呼んでメイドらしく敬語で接する。東京に同年配の恋人がいるらしく、田舎の村祭りの会場でその男性と仲睦まじくしている。
昔から「勇ちゃん」と呼んで可愛がっている勇太と入浴を共にし、彼をリードして童貞卒業の相手を務め、膣内射精に導く。女子高生時代から年下の勇太へ情愛を見せ、性の手ほどきをする程には愛おしいと思いつつも、それが異性愛のような感情なのか定かではない。原作、アニメ版とも、肉親として祖母が登場している。
勇太（ゆうた）
声 ‐ 城　博敏
都会から遠く離れた田舎に住む少年。原作ではランドセルを背負った背の低い小学生であるが、アニメ化にあたって高校生ほどの年齢に設定され、やや体格も良くなっている。隣家の“秋姉（あきねぇ）”こと雪村秋江を幼少期から慕っており、思春期を迎えた頃から、年上の幼馴染のお姉さんというよりも異性として意識している。
長年憧れ続けた秋江の主導のもと、童貞からの卒業を果たし、夢のような数々の性行為を体験。秋江が東京に戻る前日、アナルセックス初体験の相手となり、強く抱きしめられながら彼女の肛門内に射精した。秋江に恋人がいたことにショックを受け、一時はヤケになるものの、それは相手の気持ちを考えない自分勝手な行動だったと反省し、初恋の終わりを感じる。
立花理絵（たちばな りえ）
秋江が去って行った数か月後、秋の訪れと共に、勇太の地元に引っ越してきた東京出身の少女。勇太と同様、原作では小学生のキャラクターが、アニメ化に際して高校生相当に引き上げられている。 私服かは定かでないがメイド服姿で登場し、原作・アニメとも、勇太との恋の始まりを予感させて物語の幕を引く。

## スタッフ
- 原作 - まぐろ帝國 『メイド姉』（茜新社）
- プロデューサー - 枇杷島しゆうた、二木 力
- アニメーション・プロデューサー - 康 芳朗
- 脚本 - 小林秀朗
- 監督、キャラクターデザイン、演出 - 鬼島
- 作画監督 - 碧（1）、鬼島（2）
- 美術監督 - せいほう堂
- 色彩設計 - 黒猫
- 撮影監督 - 田神悠宇
- 編集 - 坪根健太郎
- 音響監督 - 吉田知弘
- 制作進行 - 飯島克昌
- 編集 - リアル・ティ
- 録音スタジオ – スリーエススタジオ
- 選曲・効果 - スワラプロ
- ビデオ編集 - 東映デジタルラボ
- 発売 - デジタルワークス
- 販売 – ミルキーピクチャーズ
- 発売メーカー - バニラ

## 連載初出
- 姉 帰る（前編）-  コミックTENMA 2006年11月号
- 姉 帰る（中編）- コミックTENMA 2006年12月号
- 姉 帰る（後編）- コミックTENMA 2007年1月号

## 書誌情報
メイド姉
2010年7月23日発売（茜新社） ISBN 978-4-86349-167-0